# Мах, Пётр Петрович
Пётр Петрович Мах (25 мая 1934, дер. Корхов, Билгорайский повет, Люблинское воеводство, Польша — 17 марта 2011, Луцк, Украина) — украинский общественный деятель, поэт, писатель, публицист, песенник. Заслуженный деятель искусств Украины (2009). Член Национального союза писателей Украины. Почётный гражданин Луцка.

## Биография
Родился 25 мая 1934 года в селе Корхов Белгорайского уезда Люблинского воеводства, Вторая Речь Посполитая. Его отец Пётр Алексеевич был юристом (закончил в 1916 году гимназию в Ростове-на-Дону, куда семья была вывезена с места бовойих действий во время Первой мировой войны), но занимался земледелием. В семье подрастало четверо детей, которых надо было ухаживать и воспитывать. В 1917 году семья вернулась из России — сначала на хутор под лесом за селом Пятидни Владимир-Волынского района, а потом снова перебралась к Корхова. В апреле 1941 года отец поэта погиб от рук польского шовиниста. В 1944 году семья вследствие депортации оказалась в голодном Мелитополе Запорожской области, а в 1945 году переехала на Волынь.
Учился в Подгаецкой семилетке, в Луцкой средней школе № 1. Окончил украинское отделение филологического факультета Львовского университета им. Ивана Франко.
Работал журналистом, выездным редактором Львовского издательства «Каменяр» по Волынской и Ровенской областях. Некоторое время работал в газете «Советская Волынь», но был уволен за то, что с пором[что?] похоронил родную мать.
Пётр Мах — член Национального союза писателей Украины (с 1963). Первый председатель созданной в 1980 году Волынско-Ровенской организации Союза писателей Украины. Является автором поэтических, прозаических и публицистических книг. В них — тонкая лирика, волынская природа, несокрушимый дух борца за родное слово, за волю Украины. В его творческом активе также сценарии телефильмов. На тексты стихов созданы песни «Ежевики», «Спрашивала мать в дали», «Исповедь седого клёна», «На белых крыльях полотенец» и других. Его произведения печатались за рубежом, в частности в Польше и Словакии, переводились на языки европейских стран.
Пётр Мах стоял у истоков многих общественных организаций («Конгресса интеллигенции Волыни», «Просвещения», «Общества книголюбов»). Он — почётный профессор Волынского государственного университета имени Леси Украинки (200.).
Жена Мария Михайловна Мах со времени основания в 1977 году возглавляла коллектив Волынской областной библиотеки для юношества. Она — первая на Волыни заслуженный работник культуры Украины.
Президент Виктор Ющенко своим указом присвоил волынском поэту Петру Маху почётное звание «Заслуженный деятель искусств Украины».

## Память
В 2012 г. торжественно открыта мемориальная доска памяти Петра Маха на фасаде Луцкой специализированной школы № 1, где он учился. А в кабинете украинского языка разместили музейную экспозицию, посвящённую литературному наследию поэта.
1 июня 2013 года вступило в силу решение городского совета Луцка о переименовании улицы Баумана на улицу Петра Маха

## Награды
- Почётная грамота Президиума Верховного Совета УССР (1984)
- Заслуженный деятель искусств Украины (2009).
- Лауреат литературной премии «Благовест»
- Лауреат Волынской областной премии им. Александра Гаврилюка
- Лауреат волынской областной премии им. Агатангела Крымского

## Произведения

### Книги
- Первые лучи (1958)
- Поэзии (1960)
- Песня клёнов (1965)
- Поклон Джоконде (1968)
- Гости в матери
- Дикий брод
- Окна (1971)
- На белых крыльях полотенец
- Плеса (1981, Киев, Днепр)
- Крайполе
- Ласточка с крыльями Журбы (2004, Луцк, Настырье)
- Корогва (2008, Луцк, Настырье)
- Дулібська легенда
- Крайполе (в 2-х томах). (2010, Луцк, Волынская областная типография).
- Гордоплесо. (2011, Луцк, Волынская областная типография).

### Публицистика
- В тихую заводь не бросать душу. Газ. Волынь, 26.02.2011.

### Про Петра Маха
- Дубина М. Всегда на переднем крае. Газ. Советская Волынь, 24.05.1984.
- Крещук С. Как Пётр Мах Тарапуньку женил. Газ. Советская Волынь, 3 октября 1998 г., с. 7.
- Эй В. Поэтический мир Петра Маха. Газ. Волынь, 22.05.2004
- Филатенко А. Поэта исповедь на именины. Газ. Волынь-нова, 29.05.2004.
- Филатенко А. Поэт затаённой печали. Газ. Волынь-нова, 2.04.2005.
- Филатенко А. Председатель облсовета поздравил писателя. Газ. Волынь-нова, 10 апреля 2010 г., с. 6.
- Не стало автора легендарных «Ежевик». Газ. Волынь-новая, 19.03.2011, с. 7.
- Филатенко А. Прощальный подарок Петра Маха. Газ. Волынь-новая, 20 августа 2011 г., с. 11.
- Хмелевская В. «Исповедь седого клёна». Газ. Волынь-новая, 20 марта 2012 г., с. 2.